# Курляндский, Вениамин Юрьевич
Вениамин Юрьевич Курляндский (5 декабря 1908 — 14 октября 1977) — советский учёный-стоматолог, заведующий кафедрой госпитальной ортопедической стоматологии Московского медицинского стоматологического института имени Н. А. Семашко (1952—1977). Заслуженный деятель науки РСФСР, доктор медицинских наук, профессор.
Прошёл путь от зубного техника до учёного-стоматолога. Основатель ряда научных направлений в стоматологии и ведущей в СССР школы ортопедов-стоматологов. Его основные научные труды посвящены проблемам ортопедической стоматологии, аномалиям развития и приобретённой патологии зубочелюстной системы. Предложил одну из классификаций аномалий прикуса (1958), методы лечения переломов челюстей, фиксации протезов на беззубой челюсти. Внёс вклад в изучение зубочелюстной патологии у детей. Совместно с группой инженеров предложил новые стоматологические сплавы металлов и слепочные материалы.

## Биография
Родился в Ставрополе 5 декабря 1908 года, в семье закройщика мужского платья Юды Исааковича Курляндского и его жены Раисы Еремеевны, был одним из пятерых детей. Отец умер в 43 года, и четырнадцатилетний Вениамин был отдан учеником к зубному технику. В 1924 году окончил среднюю школу, и в семнадцать лет начал работать помощником зубного техника в местной поликлинике имени 10-й годовщины Октября.
В 1928 году успешно выдержал экзамен на звание зубного техника в Ленинградском научно-практическом стоматологическом институте, и до 1930 года работал по специальности в Армавире. В том же году поступил в Кубанский медицинский институт, после первого курса перевёлся в 1-й Московский медицинский институт. В 1935 году окончил лечебнo-профилактический факультет 1-го Московского медицинского института.
Во время учёбы работал врачом-ортопедом в Государственном институте стоматологии и одонтологии и занимался научными исследованиями. Их результаты были опубликованы в статье «К учению о частичных зубных протезах и их фиксации», а в 1937 году по этой теме В. Ю. Курляндский защитил кандидатскую диссертацию.
Работал старшим научным сотрудником в Государственном институте стоматологии и ортопедии, с 1939 по 1941 год заведовал кафедрой ортопедической стоматологии Пермского (Молотовского) стоматологического института.
В годы Великой Отечественной войны В. Ю. Курляндский руководил ортопедическим отделением челюстно-лицевого госпиталя в Москве. Разработал аппараты и методики, которые позволили без хирургического вмешательства восстанавливать функцию зубочелюстной системы. В 1944 году описал свой опыт в докторской диссертации «Функциональный метод лечения огнестрельных переломов челюстей».
С 1945 по 1948 год В. Ю. Курляндский работал доцентом кафедры челюстно-лицевой хирургии 1-го Московского медицинского института, а с 1945 по 1950 год был заведующим методическим отделом экспертизы челюстно-лицевой хирургии Центрального института экспертизы трудоспособности и трудоустройства инвалидов.
В марте 1952 года В. Ю. Курляндский был избран на должность заведующего кафедрой ортопедической стоматологии (ныне — кафедра госпитальной ортопедической стоматологии) Московского медицинского стоматологического института, которому отдал 24 года своей жизни.
Основатель ряда научных направлений в стоматологии. В 1953 году опубликовал монографию «Ортопедическое лечение при амфодонтозе», которая положила начало новому направлению в ортопедической стоматологии — функциональной патологии зубочелюстной системы. В 1955 году в своей работе «Протезирование беззубых челюстей» рассмотрел вопросы фиксации протезов при полном отсутствии зубов, восстановлении внешнего облика пациента с помощью протезов, а также рациональной постановки зубных рядов.
С 1957 года профессор В. Ю. Курляндский занимался вопросами обезболивания. Под его руководством в клинике ортопедической стоматологии был внедрён ультразвук. В 1956—1959 годах опубликовал ряд статей о создании на кафедре аппарата для безболезненного лечения зубов, при использовании которого зубы не подвергаются механическим ударам, не возникает высокой температуры, но исчезает микробная флора. Вышедший в 1958 году учебник «Ортопедическая стоматология» четыре раза переиздавался в СССР, а также в Польше, Болгарии, Румынии, Франции, Аргентине и других странах.
В 1960-е годы разработал учение о функциональной патологии зубочелюстной системы. Он доказал, что клинические и рентгенологические проявления функциональной патологии зубочелюстной системы сходны с симптомами проявления пародонтоза, что позволило проводить дифференциальную диагностику заболеваний.
В 1960—1970-е годы В. Ю. Курляндский занимался разработкой сплавов для клиники ортопедической стоматологии. Совместно с коллективами оборонных предприятий, Московского завода по обработке специальных сплавов, лаборатории Московского строительного института были разработаны сплавы для зубных протезов на основе никеля, серебра и палладия, благородные сплавы для несъёмных протезов с керамическими покрытиями, сплав на основе золота повышенной прочности и твёрдости, а также ситаллы. Вместе со своими коллегами стал обладателем более 15 авторских свидетельств на эти изобретения.
В 1968 году был выдвинут в члены-корреспонденты АМН СССР, однако безуспешно. 13 октября 1969 года В. Ю. Курляндскому присвоено звание «Заслуженного деятеля науки РСФСР».
В начале 1970-х годов после нормализации отношений между СССР и западными странами, В. Ю. Курляндский получил возможность выезжать за рубеж на научные конференции, его неоднократно приглашали вести международные стоматологические конгрессы, а работы учёного узнали за рубежом. Он был избран почётным членом Ассоциации стоматологов Франции, почётным стоматологом Болгарии, Польши, а также членом редколлегий международных профессиональных журналов.
В. Я. Курляндский — основатель ведущей в СССР школы ортопедов-стоматологов. Он воспитал более 100 кандидатов и докторов наук, а также 11 заведующих кафедрами ортопедической стоматологии.
Умер 14 октября 1977 года в Москве. Похоронен на Ваганьковском кладбище, участок 53а.

## Труды
Автор свыше 140 научных работ, в том числе более 30 учебников и монографий, пять из которых переведены на иностранные языки. Ему принадлежит 45 авторских свидетельств на изобретения. Пять учебников и монографий профессора переведены на иностранные языки.
Некоторые монографии и учебники:
- Курляндский В. Ю. Функциональный метод лечения огнестрельных переломов челюстей. — М.: Московский челюстно-лицевой эвакуационный госпиталь, 1944. — 304 с.
- Курляндский В. Ю. Протезирование беззубых челюстей: пособие для врачей-протезистов и студентов медицинских стоматологических институтов. — М.: Медгиз, 1955. — 208 с.
- Курляндский В. Ю. Зубочелюстные аномалии у детей и методы лечения. Ортодонтия. 1957.
- Курляндский В. Ю. Бюгельное зубное протезирование. Ташкент: Медицина, 1965. — 219 с.
- Курляндский В. Ю. Руководство к практическим занятиям по ортопедической стоматологии: для стоматологический факультет институтов. — 3-е изд., испр. и доп. — М.: Медицина, 1973. — 375 с. — 30000 экз.
- Курляндский В. Ю. О зубах. — М.: Медицина, 1974. — 47 с.
- Курляндский В. Ю. Ортопедическая стоматология: учебник для стоматологов факультета медицинских институтов. — 4-е изд., испр. — М.: Медицина, 1977. — 487 с.
- Курляндский В. Ю. Справочник по ортопедической стоматологии. — 2-е изд. испр., доп. — Ташкент: Медицина, 1977. — 410 с.
- Курляндский В. Ю. Ортопедическая стоматология. — М.: Мир, 1977. — 588 с.
- Курляндский В. Ю. Керамические и цельнолитные несъемные зубные протезы. — М.: Медицина, 1978. — 176 с. — (Библиотека практикующего врача).
- Курляндский В. Ю. Забота о зубах — забота о здоровье. — М.: Знание, 1978. — 15 с. — (Народный университет. Факультет здоровье; № 1).

## Награды и звания
Советские государственные награды и звания:
- один орден и медали
- Заслуженный деятель науки РСФСР (13 октября 1969)

Почётный член Ассоциации стоматологов Франции (1965), почётный стоматолог Болгарии (1968) и Польши.

## Семья, личная жизнь
- Жена — Нина Фёдоровна Курляндская (урождённая Бабкина, 1910—1976). Дочь — Светлана Вениаминовна Курляндская (род. 1935), журналист, кандидат филологических наук (1968).
- Сёстры — Вера (преподаватель физвоспитания), Ева Иудовна Неклюдова (1906—2005)[6] и Эсфирь Иудовна Батурина (1912—2005, экономист), брат Михаил (полковник медицинской службы).

Любил фотографировать.

## Память
8 октября 1985 года решением исполкома Московского городского совета народных депутатов на здании Стоматологического комплекса Московского медицинского стоматологического института им. Н. А. Семашко (ныне МГМСУ), в котором В. Ю. Курляндский работал с 1952 по 1977 год, была установлена мемориальная доска.
В память о В. Ю. Курляндском в МГМСУ ежегодно проводятся научные конференции.

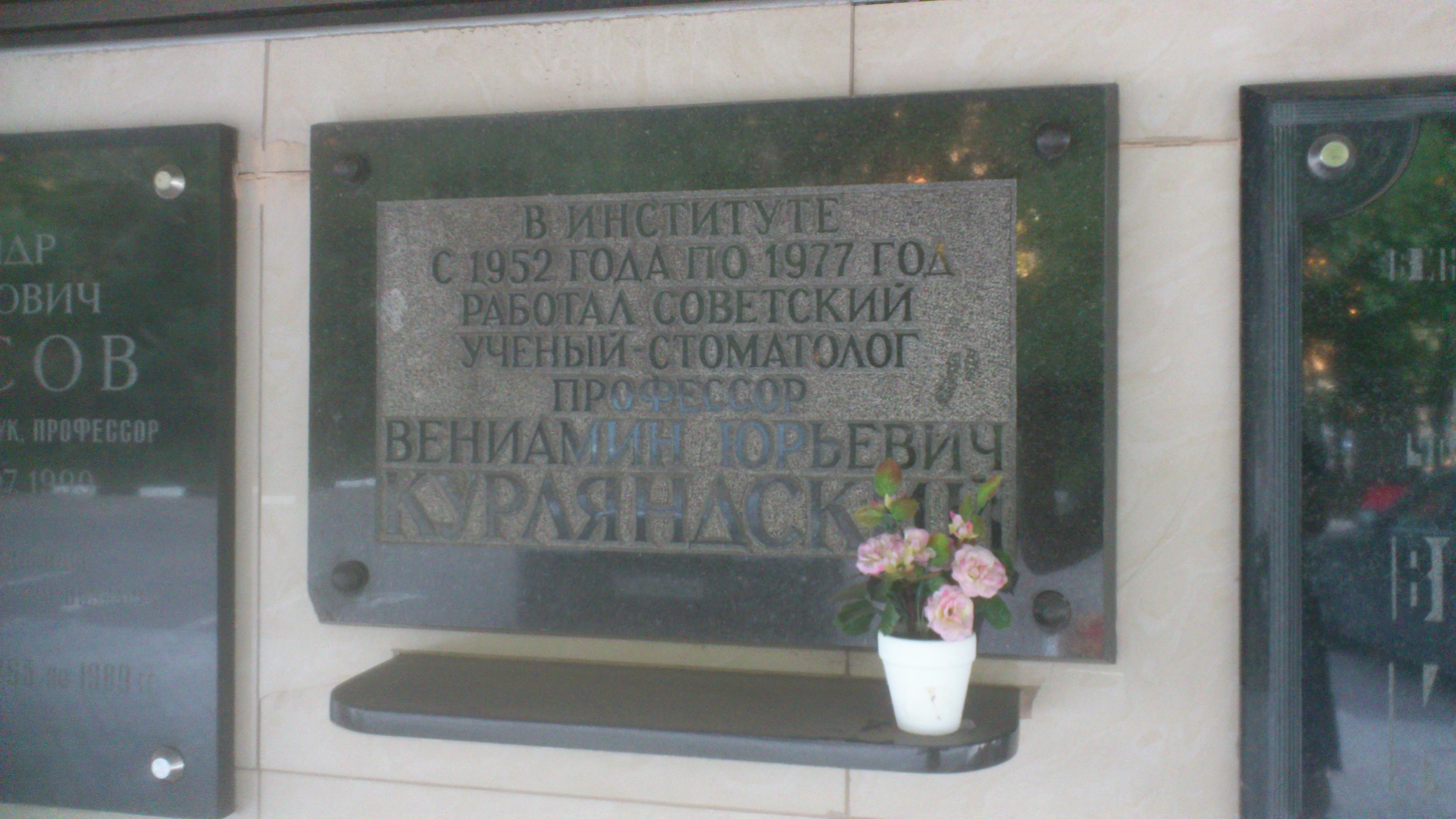
Мемориальная доска на здании Стоматологического комплекса МГМСУ, улица Вучетича, 9а, Москва, Россия
Могила В.Ю. Курляндского на Ваганьковском кладбище в Москве